# Marta Canessa
Marta Canessa Albareda (Montevideo, 16 de diciembre de 1936) es una historiadora, escritora y profesora uruguaya. Fue primera dama de Uruguay, durante dos períodos, por su matrimonio con el ex presidente de Uruguay, Julio María Sanguinetti.

## Biografía
Su madre fue la escritora María de Montserrat (integrante de la Generación del 45). Tiene dos hijos, Julio Luis y Emma, y cuatro nietos.
Fue miembro de la Comisión Especial Permanente de la Ciudad Vieja de Montevideo durante 15 años. También fue miembro del Consejo Honorario de las obras de Preservación y Reconstrucción de la Colonia del Sacramento, más tarde declarada Patrimonio de la Humanidad por la Unesco. Fue premiada con la Gran Cruz de la Orden Nacional de Mérito en Francia y con la Gran Cruz de la Orden de Isabel la Católica en España. 
Es miembro de la Real Academia de Historia de España, así como también de la Real Academia de Historia de Venezuela, Colombia y República Dominicana. 
Ha escrito obras de referencia y ensayos.

## Obra
- 1976, Rivera: un Oriental liso y llano (Ediciones de la Banda Oriental, Montevideo)
- 1976, Ciudad Vieja de Montevideo.
- 2000, El bien nacer. Limpieza de oficios y limpieza de sangre. Raíces ibéricas de un mal latinoamericano. (Montevideo, Alfaguara, reeditado por Taurus, 2014).